# Gestione integrata della fascia costiera
La gestione integrata della fascia o zona costiera (GIZC) è un processo decisionale per la gestione della costa, che impiega un approccio integrato, prendendo in considerazione tutti gli aspetti correlati alla fascia costiera, tra cui quelli geografico e politico, ambientale, culturale, storico, urbanistico ed economico nel tentativo di raggiungere gli obbiettivi dello sviluppo sostenibile applicato alla Pianificazione territoriale ed urbanistica. 

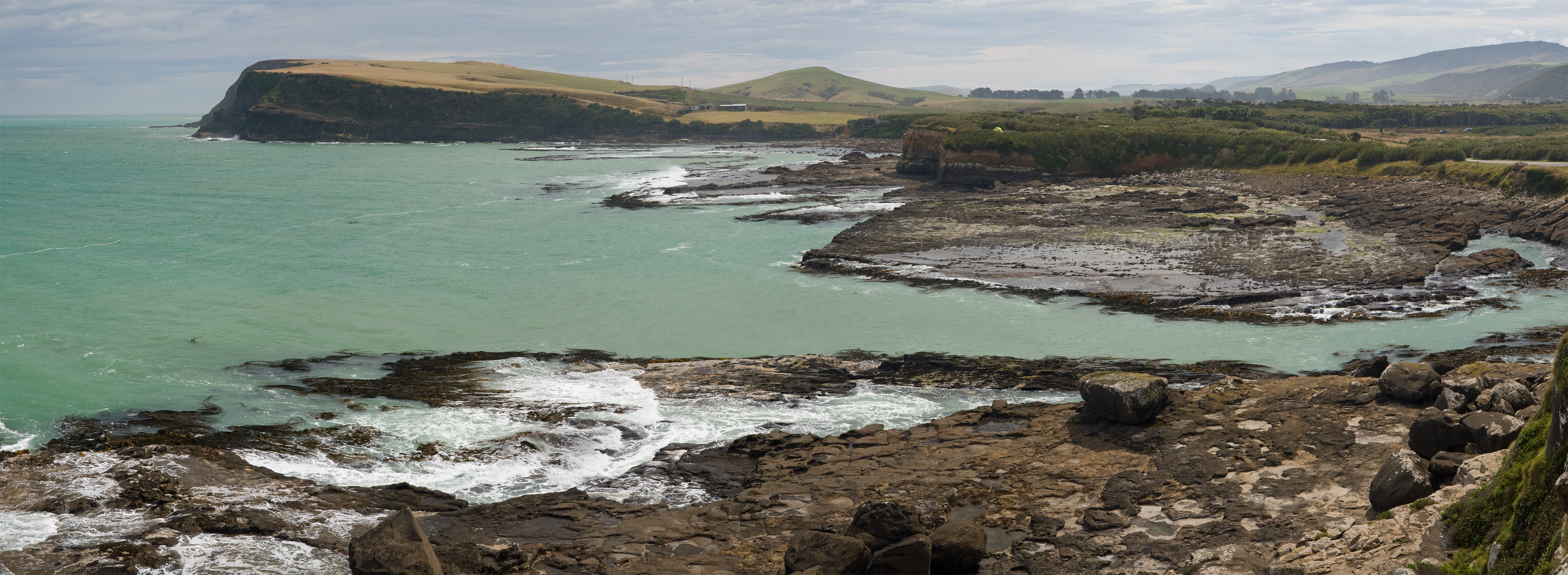
The Catlins coast (New Zealand)

## Origine del concetto
I primi sforzi significativi per una politica di gestione integrata della costa si possono far risalire agli anni '70 in Europa e soprattutto negli Stati Uniti d'America, paese nel quale la preoccupazione per la qualità degli ambienti marino/costieri spinse alla creazione del primo strumento normativo nazionale in tal senso, il Coastal Zone Management Act del 1972.
I principi generali contenuti in tale strumento normativo sono stati in seguito sostenuti nel 1992 a Rio de Janeiro in Brasile durante il Summit della Terra. La politica in materia di gestione integrata delle zone costiere è divenuta così un processo di vertice delineato nell'ambito del processo dell'Agenda 21, capitolo 17.

## Il contesto normativo Europeo
Nell'ambito dell'Unione europea il documento fondamentale può essere considerato la Raccomandazione del Parlamento europeo e del Consiglio del 30 maggio 2002, riguardante l'attuazione della gestione integrata delle zone costiere in Europa (2002/413/CE).
Tale raccomandazione nelle premesse chiaramente sancisce come sia: "...di fondamentale importanza attuare una gestione delle zone costiere sostenibile a livello ambientale, equa a livello economico, responsabile a livello sociale, sensibile a livello culturale, per tutelare l'integrità di questa importante risorsa tenendo conto al tempo stesso delle attività e delle usanze tradizionali locali che non costituiscono una minaccia perle zone naturali sensibili e per lo stato di preservazione delle specie selvatiche della fauna e della flora costiere."
In ambito Mediterraneo la Convenzione di Barcellona ha recentemente approvato un nuovo protocollo relativo alla Gestione integrata delle aree costiere, firmato a Madrid nel gennaio 2008, che risulta il primo strumento internazionale "legally binding" per i paesi delle Nazioni Unite, sia pure inerente ad un mare regionale.

### La GIZC in Italia

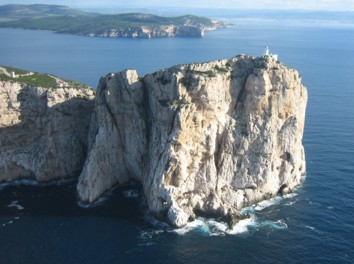
Capo Caccia

La Direzione Generale per la Protezione della Natura del Ministero dell'ambiente e della tutela del territorio e del mare, sotto la guida del Direttore Generale dr. Aldo Cosentino è responsabile per l'implementazione del GIZC in Italia e dell'applicazione a livello nazionale degli adempimenti conseguenti alle Convenzioni Internazionali cui l'Italia aderisce in materia. Oltre alla gestione del sistema delle aree marine protette, la Direzione generale è responsabile dell'attuazione di un progetto CAMP (Coastal Area Management Program) nell'ambito del Piano d'azione per il Mediterraneo del Programma delle Nazioni Unite per l'Ambiente. Il progetto CAMP- Italia, in fase di definizione con alcune regioni costiere, prevede come aree d'analisi alcuni tratti tra i più interessanti dal punto di vista paesaggistico e di valore storico naturalistico: 

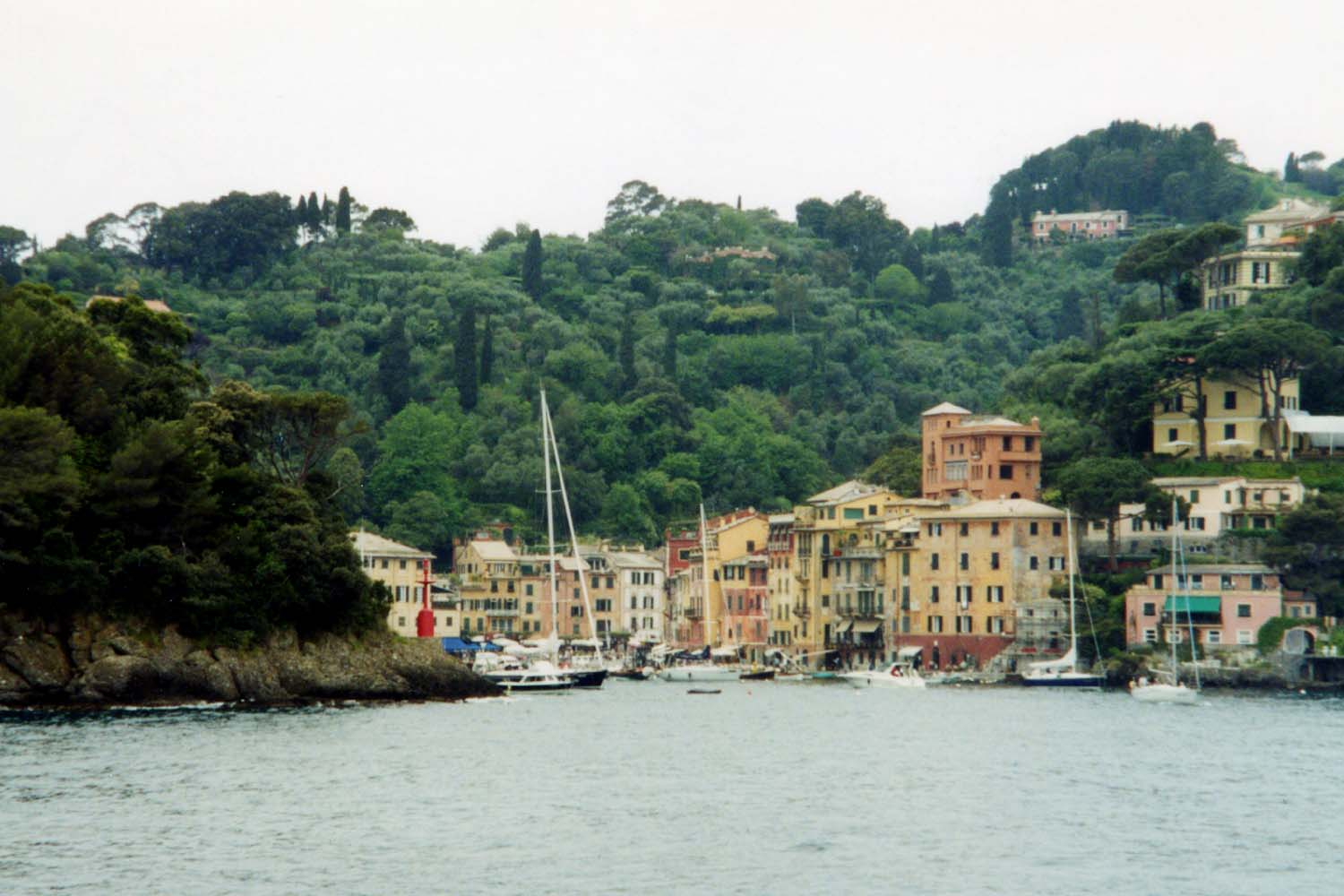
Il borgo di Portofino visto dal mare